# Говеї Дол
Говеї Дол (словен. Goveji Dol) — поселення в общині Севниця, Споднєпосавський регіон, Словенія. Висота над рівнем моря: 327,9 м.